# W Kendalla
W Kendalla (znane także jako współczynnik zgodności Kendalla) jest statystyką nieparametryczną, unormowaną wersją statystyki testu Friedmana. Statystyka ta może być używana do sprawdzania zgodności pomiędzy rankingami pochodzącymi z wielu źródeł, np. ocenami tej samej rzeczy, pochodzącymi od różnych osób. Jej wartości mieszczą się w przedziale od 0 (brak zgodności) do 1 (pełna zgodność).
Załóżmy, że grupa ludzi była poproszona o uszeregowanie ich sympatii politycznych od najbardziej do najmniej lubianej partii. Jeśli wyliczona na tym zbiorze statystyka W Kendalla będzie równa 1, wszyscy respondenci zgodnie podali ten sam ranking. Jeśli będzie równa 0, prawdopodobnie nie istnieje żadna prawidłowość w odpowiedziach respondentów. Wartości pośrednie odpowiadają mniejszej lub większej zgodności ocen.
W Kendalla zakłada jedynie, że porównywane oceny są co najmniej na skali porządkowej. Nie ma ograniczeń na maksymalną liczbę obserwacji lub zmiennych. W Kendalla jest często używane w psychometrii do szacowania zgodności sędziów kompetentnych.

## Obliczanie
Przed przystąpieniem do obliczeń należy porangować każdy ze zbiorów ocen osobno. W Kendalla obliczane jest następnie według wzoru:
{\displaystyle W=12\cdot {\frac {\left(\sum \limits _{i=1}^{N}T_{i}^{2}\right)-{\frac {\left(\sum \limits _{i=1}^{N}T_{i}\right)^{2}}{N}}}{m^{2}(N^{3}-N)-m\cdot \sum \limits _{j=1}^{m}\sum \limits _{k=1}^{s_{j}}(t_{jk}^{3}-t_{jk})}}}
gdzie:
- {\displaystyle N} - liczność próby
- {\displaystyle m} – liczba różnych zbiorów ocen (sędziów)
- {\displaystyle T_{i}} – suma rang wszystkich ocen obserwacji {\displaystyle i}
- {\displaystyle s_{j}} – liczba różnych rang wiązanych (czyli "remisów" w ocenach) u {\displaystyle j}-tego sędziego
- {\displaystyle t_{jk}} – liczba obserwacji w {\displaystyle k}-tej randze wiązanej u {\displaystyle j}-tego sędziego.

W przypadku braku rang wiązanych wzór upraszcza się do:
{\displaystyle W=12\cdot {\frac {N\left(\sum \limits _{i=1}^{N}T_{i}^{2}\right)-\left(\sum \limits _{i=1}^{N}T_{i}\right)^{2}}{m^{2}(N^{4}-N^{2})}}}